# Ancyronyx lianlabangorum
Ancyronyx lianlabangorum es una especie de escarabajo acuático del género Ancyronyx, familia Elmidae, tribu Ancyronychini. Fue descrita científicamente por Kodada, Jäch, Freitag, Čiamporová-Zaťovičová, Goffová, Selnekovič & Čiampor en 2020.

## Descripción
El cuerpo mide 2,5–3,0 milímetros de longitud. Cabeza negra brillante y pronoto amarillo.

## Distribución
Se distribuye por Sarawak, en Malasia.